# Pomnik Stepana Bandery we Lwowie
Pomnik Stepana Bandery we Lwowie – pomnik autorstwa lwowskiego rzeźbiarza Mykoły Posikiry i architekta Mychajła Fedyka znajdujący się na placu Kropiwnickiego we Lwowie, w pobliżu dawnego kościoła św. Elżbiety.
Projekt pomnika został zatwierdzony po siedmiu konkursach w 2002 roku, budowę rozpoczęto pod koniec 2003 roku. Oficjalne odsłonięcie odbyło się 14 października 2007 roku, w 65 rocznicę powstania UPA. W osłonięciu pomnika wzięli udział m.in. Petro Olijnyk, Myrosław Senyk, Andrij Parubij, Taras Stećkiw i Andrij Szkil, oraz deputowani lwowskiej rady miejskiej i lwowskiej rady obwodowej.
Budowa monumentu została w większości sfinansowana ze środków administracji obwodu lwowskiego.
Pomnik składa się z 7-metrowej figury Stepana Bandery wykonanej z brązu oraz stojącego za nią 30-metrowego łuku triumfalnego. Cztery kolumny łuku symbolizują etapy historii Ukrainy: Ruś, Kozaczyznę, okres istnienia Ukraińskiej Republiki Ludowej i Zachodnioukraińskiej Republiki Ludowej oraz współczesność. Kolumny w zamierzeniu mają być pokryte symbolami Ukrainy oraz nazwiskami ukraińskich bohaterów.

## Opinie
Według Tarika Cyrila Amara monumentalny styl pomnika przypomina architekturę „autorytarnych reżimów XX wieku”, co przyznają twórcy pomnika. Zaznaczają przy tym, że właśnie taki wygląd kompleksu ma podkreślać „heroizm czasów Bandery”, w przeciwieństwie do mniej bohaterskiej współczesności. Pomnik ma być również przeciwwagą dla znajdującego się w pobliżu „polskiego” kościoła św. Elżbiety (obecnie greckokatolicka cerkiew św. św. Olgi i Elżbiety).
Pomnik, ze względu na przedstawioną osobę, styl rzeźby i lokalizację, wywoływał kontrowersje zarówno wśród jego przeciwników, jak i zwolenników. Część inicjatorów budowy pomnika była zdania, że powinien on znajdować się bliżej ścisłego centrum miasta – przed lwowską operą, na miejscu, gdzie wcześniej znajdował się kamień ku czci Hitlera, a później pomnik Lenina. Niektórzy krytycy uważali, że łuk triumfalny przypomina szubienicę, bądź odwrócony tryzub, symbol Ukrainy. Pojawiał się także zarzut, że pomnik jest wykonany w sowieckim stylu.
Ewa Siemaszko była oburzona powstaniem pomnika, stwierdzając, iż gloryfikacja Bandery to uznanie za słuszną ideologii OUN, wrogiej Polsce i ludobójczej, i że Ukraińcy nie mają powodów, by go czcić, gdyż gdyby jego frakcja objęła władzę na Ukrainie, to wprowadziłaby rządy totalitarne.